# Anke von Seck
Anke von Seck (nascida Nothnagel; Brandenburg an der Havel, Brandemburgo, 10 de setembro de 1966) é uma ex-velocista alemã na modalidade de canoagem.

## Carreira
Foi vencedora das medalhas de Ouro em K-2 500 m em Seul 1988 e em Barcelona 1992.
Foi vencedora da medalha de ouro em K-4 500 m em Seul 1988.
Foi vencedora da medalha de Prata em K-4 500 m em Barcelona 1992.